# Wisp (певица)
Натали Р. Лу (более известна как Wisp) — американская певица. Начала выпускать музыку в 2023 году. 
Её дебютный сингл «Your Face» стал широко известным в соцсети TikTok и попал в чарт Billboard.

## Ранняя жизнь
Натали Ру выросла в Сан-Франциско. Она имеет тайские и тайваньские корни. В подростковом возрасте она училась в средней школе Валленберга, где черпала музыкальное вдохновение в занятиях по современной музыке и на ежегодном фестивале музыки и искусств.
Wisp изучала компьютерные науки в Университете штата Сан-Франциско, когда начала свою музыкальную карьеру.

## Карьера
Дебютный сингл певицы был выпущен 4 апреля 2023 года и стал вирусным в TikTok, заняв 8 место в чарте Billboard Hot Hard Rock Songs.
5 апреля 2024 года Лу выпустила первый мини-альбом «Pandora», а 1 августа вышел первый студийный альбом «If Not Winter».